# 古殿幸雄
古殿 幸雄（こどの ゆきお、1963年 - ）は、日本の経営情報学・経営学者。近畿大学経営学部教授・商学研究科長。工学博士。
専門分野は、経営情報学（特にファジィシステム理論）・ソフトコンピューティング、経営学・技術経営・経営意思決定。

## 略歴
1987年大阪工業大学工学部経営工学科（現：情報科学部データサイエンス学科）卒業。  1992年同大学大学院工学研究科博士後期課程修了、工学博士（大阪工業大学）。
大阪国際大学経営情報学部教授・同学部長、ビジネス学部長などを経て、2015年より近畿大学経営学部経営学科教授。現在は、同大学大学院商学研究科長も務める（兼務）。

## 主な研究
- ファジィVRIO分析について
- 中国の自動車業界（BYD・奇瑞汽車など）のファジィ5F分析
- ファジィ推論法を用いた台湾食品会社の康師傅の現状分析[1]
- 気象データを用いたアパレル業界の売上予測ファジィ推論モデル[2]
- 不確実な要因を伴うデータの統計的処理に関する考察

## 受賞
- ISME(International Society of Management Engineers) Life Fellow賞（2020）[3]
- 日本知能情報ファジィ学会貢献賞（2014）など。